# کنتوکو نوبوریو
کنتوکو نوبوریو (انگلیسی: Kentoku Noborio؛ زادهٔ ۳۰ نوامبر ۱۹۸۳) بازیکن فوتبال اهل ژاپن است.